# Samànides

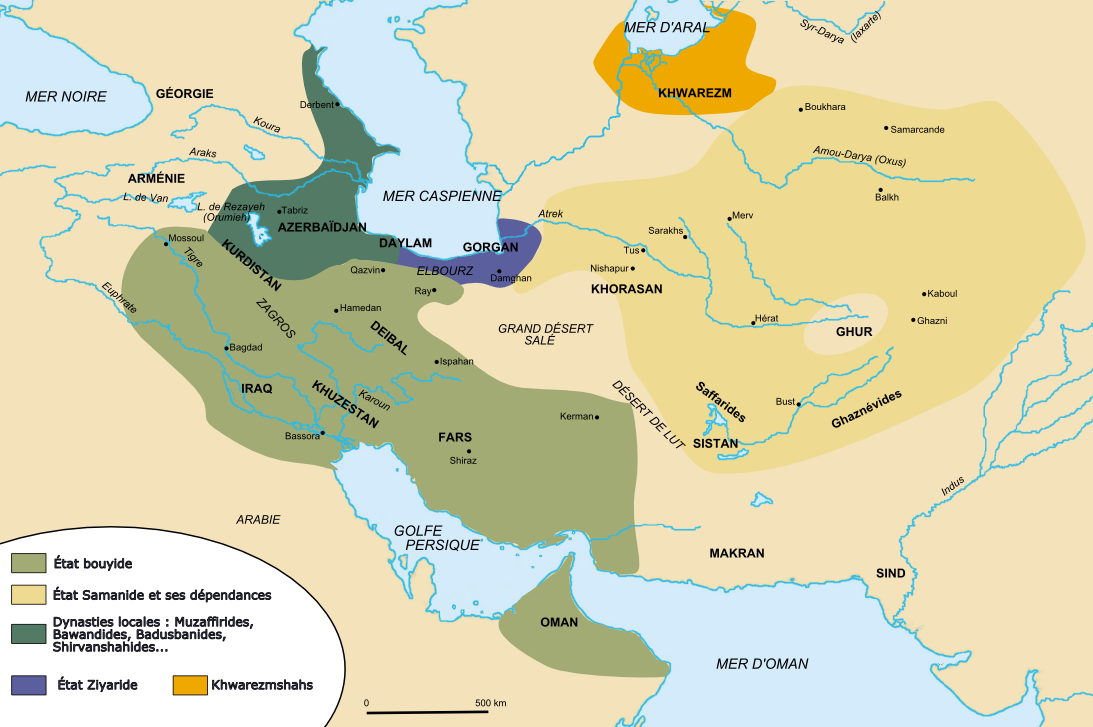
Àsia central a finals del

La dinastia samànida o dels samànides (àrab: السامانيون, as-sāmāniyyūn; persa: سامانیان, sāmāniyān) fou una nissaga persa que va regnar a la Transoxiana i després al Khorasan, primer nominalment com a dependents dels governadors del Khorasan i els tahírides del Khorasan (819-875), i després com a sobirans autònoms nominalment dependents del califat (875 al 1003).

## Origen
L'origen de la dinastia és fosc; se'ls suposa d'origen sogdià o de Tukharistan (al sud de l'Oxus); es pensa que eren uns terratinents importants de la regió de Balkh; els tahírides els van considerar descendents d'una noble tribu àrab, però això està descartat; una tradició molt estesa els relacionava amb Vararanes Chobin, el rei sassànida i heroi persa. Tot el que se sap segur és que Sàman-khudà, que portava el títol de dihkan, va adoptar la religió islàmica i es va fer client del governador àrab de Khorasan Àssad ibn Abd-Al·lah al-Qasrí (per tant vers 723-727 o 735-738); el seu fill fou anomenat Àssad en honor del governador. Les notícies de la família desapareixen després per gairebé un segle, en el qual van restar sens dubte uns influents senyors locals.

## Transoxiana
El califa al-Mamun va ordenar el 819 al seu governador al Khorasan, Ghassan ibn Abbad, de recompensar als quatre fills d'Àssad ibn Sàman-khudà, per la seva lluita a favor dels abbàssides durant la revolta de Rafi ibn al-Layth. Nuh ibn Àssad va rebre el govern de Samarcanda, Àhmad ibn Àssad el de Ferganà, Yahya ibn Àssad el govern de Shash i Ushrushana i Ilyas ibn Àssad el d'Herat.

### Branca d'Herat
Ilyas ibn Asad va governar un temps i el va succeir el seu fill Ibrahim ibn Ilyas que el 867 fou derrotat i fet presoner per l'emir safàrida de Badhghis, Yaqub ibn al-Layth. Així doncs, aquesta branca va acabar amb Ibrahim.

### Branca de Transoxiana
Nuh ibn Àssad va morir el 227 de l'hègira (841 o 842) i el governador de Khorasan, Abd-Al·lah ibn Tàhir va nomenar al seu lloc, al front del govern de Samarcanda, al seu germà Yahya ibn Àssad (governador de Shash i Ushrushana); de la resta de Transoxiana va concedir el govern a un altre germà Ahmad I ibn Asad que al cap d'uns anys va incorporar també Kaixgar. Yahya no va trigar a prendre el poder als dominis del seu germà Ahmad quan aquest va morir el 863/864 Llavors els tahírides foren deposats pels safàrides de Nixapur el 873; la guerra a Khorasan va portar l'anarquia a la regió durant dues dècades. El 875 el califa al-Mutamid va concedir oficialment el govern de Transoxiana a Nasr I ibn Ahmad, fill de l'antic governant de Transoxiana Ahmad I, amb Samarcanda com a capital. El 270 de l'hègira Nasr va començar a emetre moneda pròpia (dirhams de tipus mixt abbàssida-samànida). Nasr va enviar al seu germà Ismail ibn Ahmad a Bukharà el 885 per sotmetre una revolta, que va durar entre 885 i el 886 i en va esdevenir governador. Vers el 886 o 887 el califa va concedir a Nasr la patent de sobirania sobre Transoxiana.
El 888 Ismaïl ibn Àhmad es va revoltar contra el seu germà; Nasr va atacar Bukhara però fou derrotat i va caure presoner (889). Ismail va pujar al poder efectiu que va exercir per uns 18 anys (892-907) però Ismail va deixar al seu germà la possessió vitalícia de Samarcanda; la nova capital del país fou Bukharà (capitalitat que va esdevenir definitiva). A la mort de Nasr (892, 279 de l'hègira), Ismail va afegir a les seves possessions de Bukharà i Ferganà, la regió de Samarcanda. El nou sobirà va començar l'emissió regular de dirhams i de dinars.

## Dinastia
Ismail va atacar els karluks turcs (que eren nestorians) el 893 i va ocupar Talas. Després es va apoderar del principat de Ushrusana, governat pels banidjúrides o abu-dawúdides, i del Tukharistan i Khuttal, governats pels muhtàjides de Čaghāniyān i de Coràsmia. Va doblar les seves possessions, després de la victòria que va obtenir a Balkh (20 de març del 900) contra el safàrida Amr ibn al-Layth, emir de Khorasan, al que va fer presoner. Del Khorasan el califa n'hi va confirmar la possessió. El 902 es va apoderar de Tabaristan i Gurgan que estaven en poder de l'emir Muhammad ibn Zaid de la dinastia zaidita, incloent Qazwin (Kazwin) i Rayy (que els samànides van conservar fins al 928).
Ismail va morir el 24 de novembre del 907 i el va succeir el seu fill Abu Nasr Ahmad que en el seu regnat d'uns set anys va afegir als seus dominis el Sistan. Fou extraordinàriament cruel i per això va ser assassinat pels seus esclaus (24 de gener del 914) i el va succeir el seu fill Abu'l-Hasan Nasr, de 8 anys.
L'emir Nasr II ibn Àhmad (914-943) va assolir al començament del regnat la màxima expansió territorial. Els governadors provincials van organitzar frequents revoltes que gairebe sempre foren reprimides. Però la seva conversió al xiisme va provocar un disturbis mes greus que el van obligar a deixar el poder i va morir el 6 d'abril del 943. El seu fill i successor Nuh I ibn Nasr (943-954) va iniciar la decadència; les revoltes de l'aristocràcia iraniana foren freqüents i al sud-oest es va haver d'enfrontar als Buwàyhides. Rayy va canviar sovint de mans. Tabaristan i Gurgan es van perdre a mans dels ziyàrides. Nuh I va morir el 22 d'agost del 954,
El seu fill i successor Abd al-Màlik I ibn Nuh (954-961) va nomenar al final del regnat a l'esclau turc Alp Tegin (Alptikin) com a governador de Khorasan (gener o febrer del 961). El 23 de novembre del 961 l'emir va morir d'una caiguda de cavall quan jugava a chawgan i el nou emir, el seu germà Mansur I ibn Nuh (961-976) va destituir a Alp Tegin que es va retirar a Balkh (962) però fou expulsat de la ciutat per l'exèrcit samànida i es va refugiar a Gazni que va ocupar (12 de gener del 963). S'hi va poder mantenir reconeixent la sobirania samànida i va morir el 963. Després de diversos governs a Gazni va arribar al poder el 977 el mameluc turc Sabuk Tegin que es va apoderar de Tukharistan i Kandahar i va començar la conquesta de la vall de Kabul. Mansur va morir el 12 de juny del 976.
Sota el seu fill i successor Nuh II ibn Mansur (976-997), un senyor local iranià de nom Abu Ali al-Simjuri es va revoltar i va demanar ajut al turc karakhànida Bughra Khan Harun que governava Balasagun a la regió del riu Txu, l'Ili i la Kashgària; en una marxa militar Harun es va dirigir a Bukharà on va entrar el maig del 992, però no li va agradar el clima i la va evacuar tot seguit (juliol del 992) retornant a Kaixgar, deixant en el poder com a vassall a Abdu1-Aziz ben Nuh ben Nasr. Nuh II va tornar, va derrotar el seu parent i va recuperar el poder (18 d'agost del 992). Contra el perill que suposaven els karakhànides, Nuh II va demanar ajut a Subuktigin de Gazni (995) que va posar als samànides sota la seva protecció a canvi de la cessió de Khorasan, deixant només als samànides la Transoxiana. Nuh II va morir el 22 de juliol del 997 i el va succeir el seu fill Abu'l Harith Mansur II ibn Nuh que fou manejat pels nobles de Transoxiana Faik i Begtuzun que el van acabar deposant i cegant el 2 de febrer del 999.
El febrer del 999 va pujar al tron el seu germà Abd-al-Màlik II ibn Nuh, i fou derrotat pel gaznèvida Mahmud (fill i successor de Subuktigin) a Merw, obligant-lo a renunciar definitivament al Khorasan (16 de maig del 999). A la tardor la Transoxiana fou envaïda pels karakhànides dirigits per Arslan Ilek Nasr, rei d'Uzkend a Ferganà; l'emir va fer una crida a la resistència nacional que fou llegida a les mesquites, però que no va provocar cap reacció i la gent la va escoltar amb indiferència i silenci; el kan va fer la seva entrada a Bukharà el 23 d'octubre del 999 i va fer presoner a Abd al-Malik, que fou enviat a Uzkend. La Transoxiana fou annexionada. El príncep Abu-Ibrahim Ismaïl ibn Nuh va poder fugir i va organitzar la resistència en part del país intentant recuperar el control, però va ser finalment assassinat per Ibn Buhaij, cap tribal dels àrabs del desert de Ghuzz, al que havia demanat refugi, el desembre del 1104 i els seus seguidors es van dispersar (1105).

## Genealogia dels samànides
- Sàman-khudà
  - Àssad ibn Sàman-khudà
    - Nuh ibn Àssad, governador de Samarcanda 819-842
    - Àhmad ibn Àssad, governador de Transoxiana 842-vers 864
      - Nasr I ibn Àhmad, governador de Transoxiana 864-892
        - Ibrahim ibn Nasr, emir rebel 947

      - Ismaïl ibn Àhmad, governador de Bukharà 885-892, de Transoxiana 892-907
        - Àhmad ibn Ismaïl, 907-914
          - Nasr II ibn Àhmad, 914-943
            - Nuh I ibn Nasr, 943-954
              - Abd-al-Màlik I ibn Nuh, 954-961
              - Mansur I ibn Nuh, 961-976
              - Abd-al-Aziz ibn Nuh ibn Nasr, 992
                - Nuh II ibn Mansur, 976-997
                  - Mansur II ibn Nuh, 997-999
                  - Abd-al-Màlik II ibn Nuh, 999
                  - Ismaïl II ibn Nuh al-Múntasir, 999-1005

          - Yahya ibn Nasr 930

      - Ishaq ibn Àhmad, governador de Samarcanda, emir rebel el 914-915
        - Abu-Sàlih Mansur ibn Ishaq, governador de Rayy, Sistan i Khorasan, emir rebel a Nixapur el 914-915

    - Yahya ibn Àssad, governador de Taixkent 819-842 de Samarcanda 842-vers 856
    - Ilyas ibn Àssad a Herat 819-?
      - Ismaïl ibn Ilyas ?-867